# 亦不剌金
亦不剌金（？—1329年）元朝军事人物。亦思馬因之子，布伯的弟弟，色目人。西域旭烈（今阿富汗赫拉特）人。
布伯任刑部尚书时，他任万户，佩元降虎符，官广威将军。致和元年（1328年）八月，枢密院命其所部军匠至京师，赐钞二千五百贯、金绮四端，与阿老瓦丁的孙子马哈马沙造回回炮。天历二年（1329年），病故。子亚古世袭。